# Oligosoma zelandicum
Oligosoma zelandicum är en ödleart som beskrevs av  Gray 1843. Oligosoma zelandicum ingår i släktet Oligosoma och familjen skinkar. IUCN kategoriserar arten globalt som livskraftig. Inga underarter finns listade i Catalogue of Life.